# Richard Overy

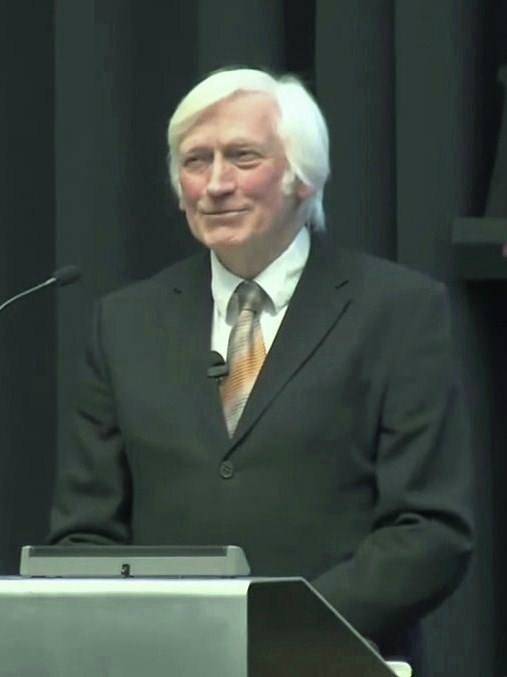
Overy em 2015.

Richard James Overy (nascido em 23 dezembro de 1947) é um historiador britânico que tem publicado extensamente sobre a história da Segunda Guerra Mundial e o Terceiro Reich.

## Biografia
No final de 1980, Overy envolveu-se em uma disputa histórica com Timothy Mason sobre as razões para a eclosão, em 1939, da Segunda Guerra Mundial. Mason alegou que a "necessidade para a guerra" havia sido imposta a Adolf Hitler por uma crise econômica estrutural, que confrontou Hitler com a escolha da tomada de decisões econômicas difíceis ou agressão. Overy argumentou contra a tese de Mason, afirmando que embora a Alemanha fosse confrontada com os problemas econômicos em 1939, a extensão destes problemas não pode explicar a agressão contra a Polônia, e que as razões para a eclosão da guerra foram devido às escolhas feitas pela liderança nazista. Para Overy, o problema com a tese de Mason foi que esta se baseava em suposições não mostradas pelos registros.

## Prêmios e honrarias
- 1977 Fellow da Royal Historical Society
- 2000 Fellow da British Academy
- 2001 Samuel Eliot Morison Prize of the Society for Military History
- 2004 Wolfson History Prize, The Dictators: Hitler's Germany; Stalin's Russia
- 2005 Hessell-Tiltman Prize, The Dictators: Hitler's Germany, Stalin's Russia

## Obras
- William Morris, Viscount Nuffield (1976), ISBN 0-900362-84-7
- The Air War: 1939-1945 (1980), ISBN 1-57488-716-5
- The Nazi Economic Recovery, 1932-1938 (1982), ISBN 0-521-55286-9
- Goering: The "Iron Man" (1984), ISBN 1-84212-048-4
- All Our Working Lives (with Peter Pagnamenta, 1984), ISBN 0-563-20117-7
- The Origins of the Second World War (1987), ISBN 0-582-29085-6.
- co-written with Timothy Mason: "Debate: Germany, 'Domestic Crisis' and War in 1939" pages 200-240 from Past and Present, Number 122, February 1989 reprinted as "Debate: Germany, 'Domestic Crisis' and the War in 1939" from The Origins of The Second World War edited by Patrick Finney, Edward Arnold: London, United Kingdom, 1997,  ISBN 0-340-67640-X.
- The Road To War (with Andrew Wheatcroft, 1989), ISBN 0-14-028530-X
- The Inter-War Crisis, 1919-1939 (1994), ISBN 0-582-35379-3
- War and Economy in the Third Reich (1994), ISBN 0-19-820290-3
- Why the Allies Won (1995), ISBN 0-224-04172-X
- The Penguin Historical Atlas of the Third Reich (1996), ISBN 0-14-051330-2
- The Times Atlas of the Twentieth Century (ed., 1996), ISBN 0-7230-0766-7
- Bomber Command, 1939-45 (1997), ISBN 0-00-472014-8
- Russia's War: Blood upon the Snow (1997), ISBN 1-57500-051-2
- The Times History of the 20th Century (1999), ISBN 0-00-716637-0
- The Battle (2000), ISBN 0-14-029419-8 (republished as The Battle of Britain: The Myth and the Reality)
- Interrogations: The Nazi Elite in Allied Hands, 1945 (2001), ISBN 0-7139-9350-2 (republished as Interrogations: Inside the Minds of the Nazi Elite)
- Germany: A New Social and Economic History. Vol. 3: Since 1800 (ed. with Sheilagh Ogilvie, 2003), ISBN 0-340-65215-2
- The Times Complete History of the World (6th ed., 2004), ISBN 0-00-718129-9
- The Dictators: Hitler's Germany and Stalin's Russia (2004), ISBN 0-7139-9309-X
- Collins Atlas of Twentieth Century History (2005), ISBN 0-00-720170-2
- Imperial War Museum's Second World War Experience Volume 1: Blitzkrieg (2008), ISBN 978-1-84442-014-8
- Imperial War Museum's Second World War Experience Volume 2: Axis Ascendant (2008), ISBN 978-1-84442-008-7
- The Morbid Age: Britain Between the Wars (2009), ISBN 978-0-7139-9563-3
- The Bombing War: Europe 1939-1945 (2013), ISBN 0713995610 (later published as The Bombers and the Bombed: Allied Air War Over Europe, 1940–1945, ISBN 978-0-670-02515-2)